# مادویل (پنسیلوانیا)
مادویل (به انگلیسی: Meadville) شهری در ایالت پنسیلوانیا کشور ایالات متحده آمریکا است که جمعیت آن در سرشماری سال ۲۰۱۰ میلادی، ۱۳٬۳۸۸ نفر بوده‌است.